# Poysdorf
Poysdorf este un oraș în Austria.